# رومن برگری
رومن برگری (انگلیسی: Romain Brégerie؛ زادهٔ ۹ اوت ۱۹۸۶) بازیکن فوتبال اهل فرانسه است.
از باشگاه‌هایی که در آن بازی کرده‌است می‌توان به باشگاه فوتبال دارمشتات ۹۸، باشگاه فوتبال اینگولشتات ۰۴، باشگاه فوتبال بوردو، باشگاه فوتبال متس، و باشگاه فوتبال دینامو درسدن اشاره کرد.